# Moskva (tỉnh)
Tỉnh Moskva (tiếng Nga: Московская область, Moskovskaya oblast), hay Podmoskovye (Подмосковье, Podmoskovye) là một chủ thể liên bang của Nga (một oblast) được chính thức thành lập ngày 14 tháng 1 năm 1929. Đây là chủ thể liên bang Nga có dân số đông thứ nhì, sau thành phố Moskva (dân số theo ước tính năm 2021 là 7.713.326 người). Diện tích là 44.300 km², khá nhỏ so với các chủ thể liên bang khác, do đó tỉnh này là một trong những khu vực có mật độ dân số cao nhất Nga.
Tỉnh Moskva được công nghiệp hóa cao với các ngành luyện kim, lọc dầu, cơ khí, thực phẩm, năng lượng và hóa chất.

## Địa lý
Tỉnh Moskva giáp các tỉnh Tver (bắc), Yaroslavl (đông bắc), Vladimir (đông), Ryazan (đông nam), Tula (nam), Kaluga (tây nam), Smolensk (tây) và bao bọc thành phố Moskva.

## Nhân khẩu
Các nhóm sắc tộc: Có 21 nhóm sắc tộc được công nhận với trên 2.000 người thuộc về mỗi dân tộc. Ngoài ra còn nhiều nhóm sắc tộc ít hơn 2.000 người thuộc về mỗi dân tộc.
Bên cạnh đó, khoảng 2,60% dân cư từ chối thông báo về dân tộc của mình trong bảng điều tra dân số.
Dân số: Theo điều tra dân số năm 2002), dân số tỉnh Moskva là 6.618.538 người.
| Nga        | 6.022.763 | Tajik            | 3.404   |
| Ukraina    | 147.808   | Triều Tiên       | 3.232   |
| Tatar      | 52.851    | Маri             | 2.554   |
| Belarus    | 42.212    | Kazakh           | 2.493   |
| Armenia    | 39.660    | Ossetia          | 2.389   |
| Mordovia   | 21.856    | Lezgin           | 2.130   |
| Azerbaizan | 14.651    | Chechnya         | 1.941   |
| Chuvash    | 12.530    | Hy Lạp           | 1.850   |
| Moldavia   | 10.418    | Udmurt           | 1.847   |
| Do Thái    | 9.899     | Bulgar           | 1.511   |
| Gruzia     | 9.888     | Zygan            | 1.511   |
| Đức        | 4.607     | Avar             | 1.242   |
| Uzbek      | 4.183     | Litva            | 1.172   |
| Bashkir    | 3.565     | Không rõ dân tộc | 172.090 |